# Memorial de l'Abolició de l'Esclavitud
El Memorial de l'Abolició de l'Esclavitud és un museu de Nantes (França) que es va inaugurar el 1998 per commemorar el 150 aniversari de l'abolició de l'esclavitud quan el Consell Municipal de Nantes va decidir fer un memorial a l'abolició d'aquesta pràctica. El mes de setembre del 2011 s'obrirà al públic el Memorial de l'Abolició de l'Esclavitud. Aquest espai de memòria estarà ubicat a la vora del riu Loira, en un dels molls des d'on sortiren molts dels vaixells carregats d'esclaus africans en direcció a Amèrica i les Antilles. L'objectiu d'aquest espai és donar a conèixer el patiment de milions d'esclaus africans i invitar a la reflexió sobre l'abolició d'aquesta pràctica i sobre les noves formes d'esclavitud del segle xxi.
Entre el segle xvii i el XIX tots els grans ports europeus participaven del negoci de l'esclavitud. La ciutat de Nantes va ser una de les principals ciutats franceses d'on van sortir més vaixells carregats d'esclaus africans cap a Amèrica i les Antilles. El comerç d'esclaus va enriquir molt la ciutat i els colons americans, ja que gràcies a l'esclavatge aquests disposaven de mà d'obra gratuïta per a les seves grans plantacions de tabac, cotó, sucre… Es calcula que unes 4.100 expedicions amb esclaus negres van sortir del port de Nantes cap a terres americanes.